# Politar andorrà
El Politar andorrà és una compilació dels costums d'Andorra realitzada pel sacerdot Antoni Puig l'any 1763, amb el títol complet Politar andorrà. De la antiquitat, govern i religió, dels privilegis, usos, preheminències, consuetuds i prerrogatives de la Vall d'Andorra.
Amb caràcter general, es tracta d'una versió resumida del Manual Digest escrit per Antoni Fiter el 1748, realitzada amb el mateix objectiu de reivindicar la permanència de la independència d'Andorra. Com el Manual Digest, es custodiava a l'Armari de les Set Claus del govern andorrà.

## Edició de 2016
Coincidint amb els 250 anys de la redacció del text, el Consell General d'Andorra va publicar una edició del Politar andorrà a cura del professor Ignasi J. Baiges Jardí, presentada al Consell General el dia 19 de gener de 2016. En aquesta edició, i per primer cop a la història, es publica la transcripció del manuscrit original conservat a l'Armari de les Set Claus.
El volum compta, a més, amb un estudi introductori a càrrec del mateix Ignasi J. Baiges Jardí, així com una contextualització històrica a càrrec de Jordi Buyreu Juan, índex antroponímic i l'índex toponímic a càrrec de Castell Granados, i amb introducció del síndic general Vicenç Mateu.